# Stynkowate
Stynkowate (Osmeridae) – rodzina niedużych, anadromicznych ryb stynkokształtnych (Osmeriformes). Są poławiane gospodarczo. Najstarsze ślady stynkowatych w zapisie kopalnym znane są z pokładów paleocenu (Speirsaenigma lindoei).

## Zasięg występowania
Wody słodkie, słone i słonawe półkuli północnej, w przybrzeżnych wodach Oceanu Spokojnego, Atlantyckiego i Arktycznego. W Polsce występuje stynka (Osmerus eperlanus).

## Cechy charakterystyczne
Ciało wrzecionowate, wysmukłe, o srebrzystym ubarwieniu. Płetwa grzbietowa krótka. Linia boczna niepełna. Żołądek w postaci ślepego woreczka. Osiągają przeciętnie mniej niż 20 cm długości, maksymalnie do 40 cm. Duży otwór gębowy z drobnymi zębami. Żywią się skorupiakami i małymi rybami.

## Klasyfikacja
Rodzaje zaliczane do tej rodziny:
Allosmerus — Hypomesus — Mallotus  — Osmerus — Plecoglossus — Spirinchus — Thaleichthys
Joseph S. Nelson włączył do stynkowatych – w randze plemienia Salangini  – ryby klasyfikowane w rodzinie łapszowatych (Salangidae).

## Znaczenie gospodarcze

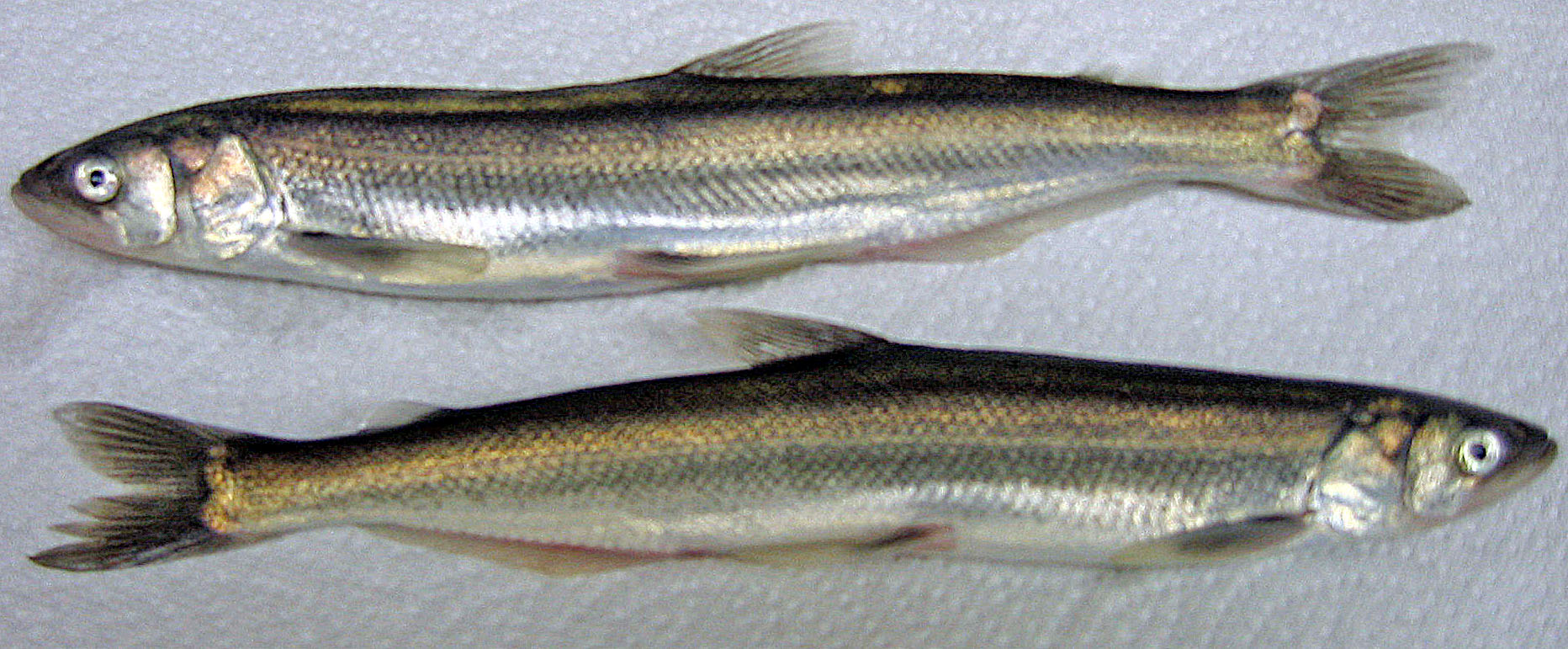
Olakon (Thaleichthys pacificus)

Stynkowate są rybami konsumpcyjnymi spożywanymi w stanie świeżym, wędzonym oraz w postaci konserw. Wykorzystuje się je również do produkcji mączki rybnej, z której wytwarzana jest pasza dla zwierząt.